# 布隆菲 (科羅拉多州)
布鲁姆菲尔德市縣（英語：The City and County of Broomfield）是美國科羅拉多州中部偏北的一個市縣，是丹佛都市地区的一部分，它既是一个市，同时也是一个县。美国人口调查局估计2006年市内人口45,116人，比2000年的人口普查增加了17.88%，是科罗拉多州人口列第16位的市县。面積71.1平方公里。

## 历史
布鲁姆菲尔德是1961年设市的，由原圓石縣的东南角组成。它的名字的意思是「長黍的地方」，来自于当地生长的黍（英语）。在此后三个十年中布鲁姆菲尔德不断合并周边县（圓石縣、亞當斯縣、傑弗遜縣和韋爾德縣）的地区而扩大。1990年代里布鲁姆菲尔德的领导人开始要求成立一个新的县来避免四个不同的县级法院、政府和收税造成的行政麻烦。当时布鲁姆菲尔德尤其与圓石縣有很大的冲突，因为圓石縣不愿它分离出去。布鲁姆菲尔德则认为作为一个独立的县它的效益更高，并要求科罗拉多立法机关设立一个新的县。1998年这个更改生效，此后经过三年的过渡期后布鲁姆菲尔德于2001年11月15日成为科罗拉多的第64个县。

## 地理
布鲁姆菲尔德的地理位置是北纬39°55'55"，西经105°3'57"。
根据美国人口调查局的数据布鲁姆菲尔德面积71.1平方公里，其中70.2平方公里是陆地面积，0.9平方公里是水域面积，占总面积的1.24%。

### 邻县
- 韦尔德县—东北
- 亞當斯縣—东南
- 杰斐逊县—西南
- 圓石縣—西北

## 人口
根据2000年人口普查的数据布隆菲有38,272名居民，分13,842个户，10,270个家庭，其人口密度为每平方公里545.1人。市内居民中88.62%是白人、0.92%是非裔美国人、0.61%是美洲土著人、4.14%是亚裔人、0.04%是太平洋土著人、3.21%属于其他人种，2.45%是混血儿。西班牙裔和拉丁美洲裔的人占9.07%。
市内的13,842个户中有41.2%有18岁以下的未成年人、61.8%是结婚夫妇、8.2%是带孩子的单身妇女、25.8%不是家庭、19.3%是单身汉、4.2%有65岁以上的老年人。平均每户有2.76人，家庭的平均大小为3.19人。
市内的人口结构为29.3%在18岁以下、7.7%在18岁至24岁之间、36.3%在25至44岁之间、20.1%在45至64岁之间、6.6%在65岁以上。平均年龄为33岁。女子对男子的性别比为100：100.0，18岁以上的成年人的性别比为100：100.2。
市内每户的平均年收入为63,903美元，家庭的平均年收入为70,551美元。男子的平均年收入为49,732美元，女子的平均年收入为31,864美元。人均年收入为26,488美元。约2.1%的家庭和4.2%的居民生活在贫困线以下，其中包括4.3%的未成年人和6.3%的老年人。

## 经济
在1990年代里布隆菲及其市郊的经济发展巨大，尤其在高科技方面有很大的发展。布隆菲的最重要的雇主为IBM（4200名雇员）、升阳（3800名雇员）、波尔公司（3000名雇员）和（2000名雇员）。

## 当地企业
市区里有一个巨大的购物和休闲中心。
当地报纸名为《布隆菲企业报》。
当地有一个商行。

## 户外休闲
布隆菲有许多步行道路，连接不同的湖泊和公园。市内还有一个九一一纪念碑，上有一根大厦的钢梁。

## 教育
过去布隆菲分属四个不同的县，因此其学生也被分到四个不同的县的学校。虽然今天布隆菲独立为县，但是其学生依然按照其住所分到不同的县的学校里。

## 宗教
布隆菲市内有一些教堂。

## 姐妹城市
布隆菲有两座友好城市：
- ，英国布隆菲
- ，日本長野縣上田市